# Palaeorhiza violacella
Palaeorhiza violacella är en biart som beskrevs av Michener 1965. Palaeorhiza violacella ingår i släktet Palaeorhiza och familjen korttungebin. Inga underarter finns listade i Catalogue of Life.